# Даньшин, Борис Митрофанович
Борис Митрофанович Даньшин (1891, Киев — 1941, Москва) — российский и советский геолог, кандидат геолого-минералогических наук (1938).

## Биография
Родился 14 (26) февраля 1891 года в городе Киеве, Российская империя, в семье полковника.
В 1908 году окончил 1-е Московское реальное училище.
С 1909 года учился в МГУ им. А. Л. Шанявского.
В 1912—1913 годах проводил под руководством А. Н. Розанова геолого-почвенные исследования Московского, Звенигородского и северной части Богородского уезда Московской губернии по заказу Московского губернского земства. В 1914 году вместе с Розановым начал исследования геологического строения и месторождений фосфоритов в Сергачском уезде Нижегородской губернии.
В 1917 году окончил Московский университет по специальности «геология».
В 1918—1929 годах работал научным сотрудником в Московском отделении Геологического комитета, участвовал в создании геологической карты Московской губернии.). В 1921 им были продолжены работы в партии Розанова, выполнялась съёмочные работы по составлению 2-верстной карты окрестностей Москвы и 10-вёрстном карты Звенигородского и Московского уездов. Были выполнены гидрогеологические исследования в охранной зоне Рублёвского водопровода. 
В 1929—1941 годах руководил геологической съёмкой Европейской России, преимущественно Москвы и Московской области. Изучал геологию и гидрогеологию окрестностей Москвы. Преподавал в нескольких московских вузах. Входил в комиссию по сооружению 1-й очереди Московского метрополитена.
В 1933 году был арестован вместе с Розановым, Соколовым, Хименковым и другими московскими геологами. Позднее был освобождён.
Эксперт по геологии при строительстве Московского метрополитена и канала Москва-Волга.
Участвовал в строительстве оборонительных сооружений.
Впервые в стратиграфии четвертичных отложений для лихвинского ледниковья ввёл название окского, а название лихвинский использовал для обозначения подследующего межледниковья.
Скончался в Москве в июне 1941 года[уточнить]. Похоронен на Ваганьковском кладбище (2 уч.).

## Адреса
Жил в Москве в Ермолаевском переулке, дом 7; с конца 1920-х годов — на Яузской улице, дом 1/15.

## Сочинения
- Даньшин Б.М., Коровой С.Л., Хецров И.Р., Хименков В.Г. Артезианские воды г. Москвы. Снабжение ими её населения и промышленных предприятий. М.: Изд-во МКХ, тип. Всерос. кооп. издат. союза «Книгосоюз». 1926. 112 с.
- Даньшин Б.М. Геологическое строение западной части ЦЧО. Воронеж, «Коммуна». 1931. 25 с.
- Даньшин Б.М. Очерк геологического строения и полезных ископаемых Михневского района / Геология и полезные ископаемые районов Московской области. Кн. 2. М., изд. Мособлплана, 1932. С. 71-78.
- Даньшин Б.М. Очерк геологического строения и полезных ископаемых Серпуховского района / Геология и полезные ископаемые районов Московской области. Кн. 2. М., изд. Мособлплана, 1932. С. 49-58.
- Даньшин Б.М. Очерк геологического строения и полезных ископаемых Лопасненского района / Геология и полезные ископаемые районов Московской области. Кн. 2. М., изд. Мособлплана, 1932. С. 79-83.
- Даньшин Б.М., Головина Е.В. «Москва. Геологическое строение» // Труды института геологии и минералогии и Московского геолого-гидро-геодезического треста. Вып. 10/6. 1934. 93 с.
- Даньшин Б.М. Общая геологическая карта Европейской части СССР. Лист 45. Восточная половина. Брянск-Орел-Курск-Рыльск. М.-Л. Онти, Глав. ред. геол.-развед. и геодез. лит-ры. 1936. 178 с.
- Даньшин Б.М. «Геологическое строение и полезные ископаемые Москвы и её окрестностей (пригородная зона)» М.: МОИП, 1947. 305 с.